# Tripel Karmeliet
Tripel Karmeliet (del flamenco "Triple Carmelita") es una cerveza rubia belga de alta fermentación con un grado de alcohol por volumen de 8.4%. Elaborada desde 1996 por Brouwerij Bosteels en Buggenhout, Bélgica. Utiliza tres cereales: trigo, avena y cebada.
Esta cerveza se elabora siguiendo supuestamente una receta auténtica de cerveza de 1679 derivada del antiguo convento de la carmelitas en Dendermonde. La idea de la elaboración de una cerveza que combinara los tres cereales, provenía de la existencia de panes multicereal, más nutritivos y sabrosos, que los habituales panes más comunes. La familia Bosteels (que elabora cervezas como Kwak o Deus), se atrevió a extrapolar este hecho a la cerveza, dada la obvia relación existente entre el pan y la cerveza, desde el punto de vista nutricional, hasta tal punto, que dado que el principal ingrediente es la malta de cereal, la cerveza es considerada como "pan líquido". Otra de los factores determinantes en la elaboración de esta cerveza es la refermentación que sufre en botella.
Debido a la alta demanda después de ganar el World Beer Awards en la categoría mejor pale ale en 2008, las ventas se incrementaron de forma inesperada en 2009. Para satisfacer la nueva demanda, la producción se incrementó en un 30% con la adición de una nueva cuba de fermentación, con la que se pueden producir 6000 hectolitros adicionales al año.
La botella está disponible en formatos de 33cl y 75cl.

## Aroma y sabor
Tripel Karmeliet tiene un complejo color entre bronce y dorado, con un cremosa cabeza. Esto es en parte debido a los cereales, pero también por el uso limitado de lúpulo Styrian, la abundancia de aromas herbales y afrutados (plátano y vainilla) de la levadura empleada. Esta cerveza no solo presenta la ligereza y la frescura del trigo, pero también la cremosidad de la avena, y también tiene una sequedad especiada y con toques cítricos que recuerda a la quinina.

## Premios
- World Beer Awards 2008 – "World Best Ale",  "World Best Pale Ale", "World Best Abbey Ale (Pale)"'[3][4]
- World Beer Cup 2002 – Plata en la categoría Best Belgian-Style Tripel
- World Beer Cup 1998 – Oro en la categoría Best Belgian-Style Tripel